# Prilog, Satu Mare
Prilog (maghiară Rózsapallag) este un sat în comuna Orașu Nou din județul Satu Mare, Transilvania, România.

## Istoric
Satul Prilog este atestat documentar din anul 1270.
Satul Prilog este locuit de oșeni și este cea mai veche localitate din Țara Oașului. Pe domeniul satului a fost găsit în anul 1870 un depozit de materiale din bronz, iar în 1897 un nucleu din jasp, acestea datând din epoca bronzului/neolitic. Printre obiectele găsite se enumeră 13 topoare de luptă și alte bucăți de arme.

## Lăcașuri de cult
- Mănăstirea Greco-Catolică Sfinții Arhangheli Mihail și Gavril din Prilog.
- Mănăstirea Ortodoxă Maica Domnului Portărița din Prilog.
- Biserica Ortodoxă din Prilog.

Satul PRILOG face parte din comuna Orașu Nou, care are în componență 6 localități. În ordine descrescătoare din punct de vedere al mărimii localitățile comunei sunt: Orașu Nou, Prilog, Remetea, Orașu Nou-Vii, Prilog Vii și Mujdeni.
Comuna Orașu-Nou este o comună mare, comparativ cu alte comune, iar structura etnică a comunei este împărțită între români și maghiari după cum urmează :
Orașu-Nou -maghiari
Prilog -români
Remetea Oașului -maghiari
Orașu-Nou-Vii -români
Prilog- Vii -români
Mujdeni -români
Numărul de locuințe în satul Prilog este în continuă creștere ajungând în prezent la 300-350 de case. Locuitorii sunt în mare parte plecați la muncă în străinătate. Datorită migrației insă, populația este în continuă scădere. În prezent, se află aproximativ 800 de persoane în evidență însă la propriu sunt în jur de 250 de persoane acasă.
Prilogul este așezat pe un deal, iar străzile sunt paralele, partea de jos a satului fiind traversată de DJ 109K, drum care face legătura între localitățile Orașu-Nou și Calinești-Oaș, respectiv Bixad. Distanța până la Negrești-Oaș este de 12 km, iar până la Satu-Mare și Baia Mare fiind de aprox. 40km.
Culturile de căpșuni erau des-întâlnite înainte de anii 90', în prezent la Prilog există pomiculturi de meri și pruni, iar culturile de viță-de-vie sunt prezente și ele, atât pe lângă gospodării cât și înafara satului, comasate. Unul dintre produsele specifice zonei este țuica, aceasta poate fi regăsită în aproape orice gospodărie din sat.
Prilogul a fost cunoscut mulți ani prin călugărul bazilian (greco-catolic) Mihai Neamțu, care, prin tratamente naturiste (în mare parte pe bază de ceaiuri) a vindecat în perioada ante-decembristă un număr foarte mare de bolnavi, ajungându-se ca în anii 1980, la poarta călugărului să bată bolnavi din toate părțile țării. Călugărul a murit în anul 2000, însă mulți oameni îl păstrează în memorie și fac pelerinaj la mormântul lui care este așezat lângă Mănăstirea Greco-Catolică "Sfinții Arhangheli Mihail și Gavril" din Prilog, așezământ al călugărilor bazilieni (OSBM), loc unde este așezată icoana (originală) făcătoare de minuni a Maicii Domnului de la Mănăstirea Bixad.
Pe lângă cea greco-catolică, Prilogul mai are încă o mănăstire care nu este în sat, și anume Mănăstirea PORTĂRIȚA - ortodoxă, aceasta fiind așezată în împrejurimile Prilogului, în imediata apropiere a localității Mujdeni.  ajunge La Portărița se poate ajunge având drumurile de acces prin Prilog Vii, dinspre Călinești-Oaș, sau pe jos de la gara Mujdeni.